# 마커스 스티븐
마커스 스티븐 (Marcus Stephen, 1969년 10월 1일 ~ )는 나우루의 정치인이다. 2007년부터 2011년까지 나우루의 대통령을 지냈으며, 대통령직 외에 자치부 장관, NPRT (Nauru Phosphate Royalties Trust) 장관, 경찰,감옥 긴급서비스 장관 (Police, Prisons, & Emergency Services), 공공 서비스 장관을 겸하고 있다. 코먼웰스 게임에서 7개의 금메달과 5개의 은메달을 획득한 전직 역도선수였으며 현재 오세아니아 역도 연합과 나우루 국가 올림픽 위원회의 회장을 맡고 있다.
2019년 8월 27일부로 나우루의 의회 의장으로 역임하고 있다.